# Синхронная сеть Техаса

Две основных и три второстепенных синхронных сети Северной Америки

Синхронная сеть Техаса — региональная синхронная сеть переменного тока, которая охватывает большую часть американского штата Техас. Сетью управляет Совет по надёжности электроснабжения Техаса (Electric Reliability Council of Texas, ERCOT).
Синхронная сеть Техаса — одна из трех второстепенных сетей в системе энергоснабжения Северной Америки. Двумя другими второстепенными сетями являются синхронные сети Квебека и Аляски. Две основные сети — Восточная и Западная. Синхронная сеть Техаса обособлена по политическим, а не техническим причинам, но может потреблять некоторую мощность из других сетей, используя вставки постоянного тока. Не пересекая границы штата, сеть Техаса во многих отношениях не подлежит регулированию со стороны Федеральной комиссии по регулированию энергетики.
Все электрические подсети в Техасской синхронной сети в нормальных условиях электрически связаны друг с другом и работают на номинальной частоте 60 Гц.

## Совет по надёжности электроснабжения Техаса
Совет по надёжности электроснабжения Техаса (Electric Reliability Council of Texas, ERCOT) управляет потоками электроэнергии в синхронной сети Техаса, которая обеспечивает электроэнергией 26 млн потребителей, что составляет 90 % электрической нагрузки штата. ERCOT — первый независимый системный оператор в США и один из девяти независимых операторов в Северной Америке. ERCOT работает с Texas Reliability Entity (TRE), одним из восьми региональных подразделений Североамериканской корпорации по надёжности электроснабжения (NERC), которые координируют свои действия для повышения надёжности основной энергосистемы.
ERCOT осуществляет поставки электроэнергии в электрической сети, куда входит 75 000 км линий электропередачи и более 550 генерирующих единиц. ERCOT также выполняет финансовые расчеты на конкурентном оптовом рынке электроэнергии и управляет электроснабжением 7 млн потребителей в областях конкурентного выбора.
ERCOT — основанная на членстве некоммерческая корпорация, управляемая советом директоров и находящаяся под надзором Комиссии по коммунальным предприятиям Техаса (PUC) и Законодательного собрания Техаса.
Членами ERCOT являются потребители, электрические кооперативы, генерирующие предприятия, продавцы электроэнергии, розничные поставщики электроэнергии, электроэнергетические компании, принадлежащие инвесторам (поставщики услуг по передаче и распределению), а также муниципальные электроэнергетические компании.

## Производство
| Тип электростанции | 2019 (ГВт-ч) | Доля    |
| ------------------ | ------------ | ------- |
| Биомасса           | 421          | 0,11 %  |
| Каменный уголь     | 77 857       | 20,30 % |
| Газовые            | 27 379       | 7,14 %  |
| Парогазовые        | 154 391      | 40,26 % |
| Гидро              | 956          | 0,25 %  |
| Ядерная            | 41 314       | 10,77 % |
| Другие             | 24           | 0,01 %  |
| Солнечная          | 4398         | 1,15 %  |
| Ветер              | 76 708       | 20,00 % |
| Всего              | 383 447      | 100 %   |

## Колебания потребления
Спрос на электроэнергию наиболее высок летом из-за интенсивного использования кондиционеров. Пик потребления 74 820 МВт зафиксирован 12 августа 2019 года между 16:00 и 17:00 центрального летнего времени (22:00 по Гринвичу), когда температура в Хьюстоне достигла отметки 38 °C. В распоряжении ERCOT было более 78 000 МВт генерирующих мощностей, что обеспечивало адекватный, хотя и не очень большой резерв. На 2020 год прогнозируемый пиковый спрос составлял 76 696 МВт. В период пикового спроса 1 МВт электроэнергии может обеспечить энергией около 200 потребителей.
Наибольший процент потребления электроэнергии, обеспечиваемый ветроэнергетическими установками зафиксирован в период низкого утреннего спроса в субботу 19 января 2019 г. в 3:10 утра по центральному поясному времени и составил более 56 %. Два дня спустя, 21 января 2019 г. в 19:19 по центральному поясному времени, зафиксирован рекорд мощности ветроустановок — почти 19,7 ГВт.

## Ветроэнергетика Техаса

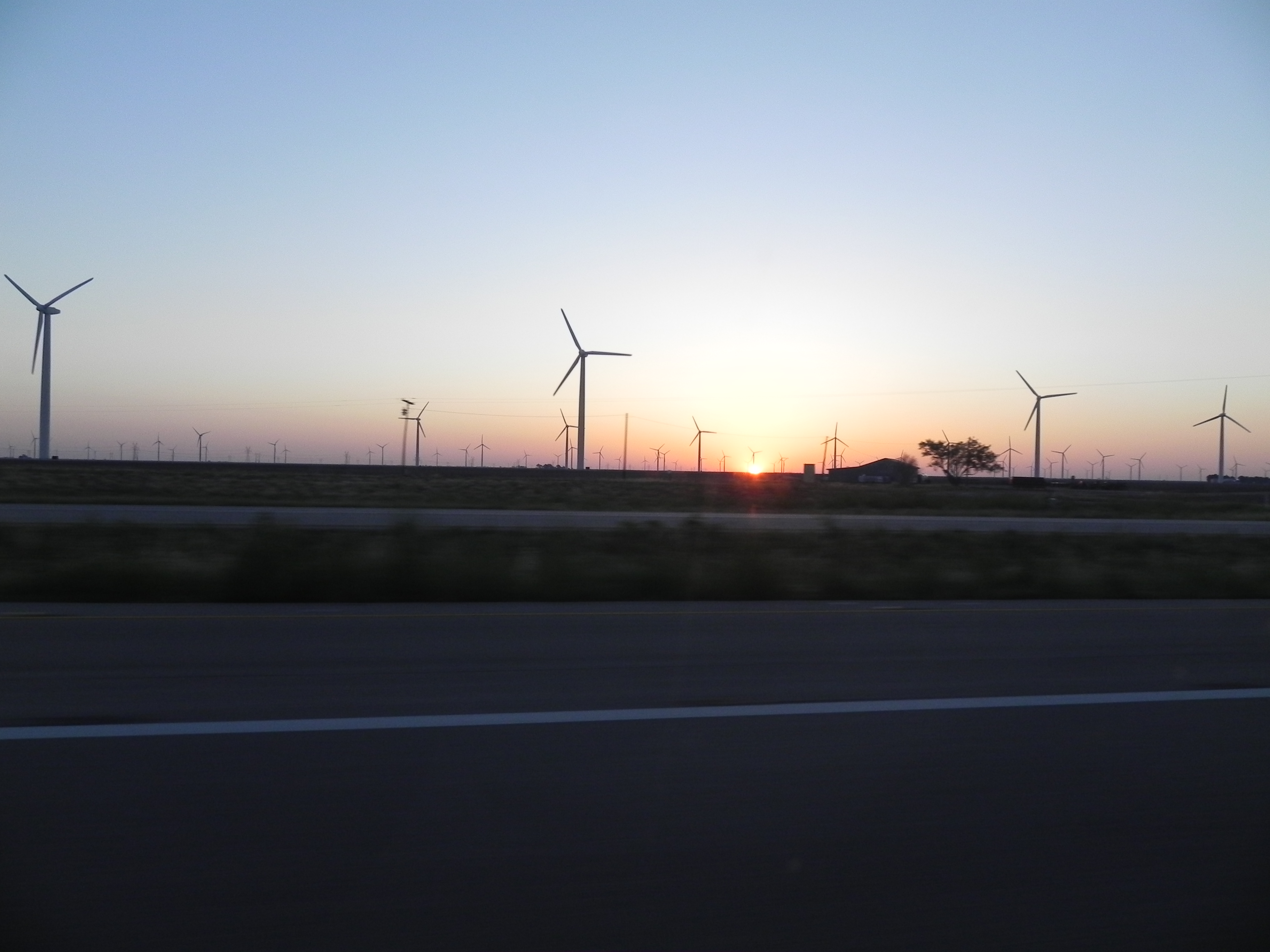
Ветряная электростанция Роско мощностью 781 МВт на рассвете

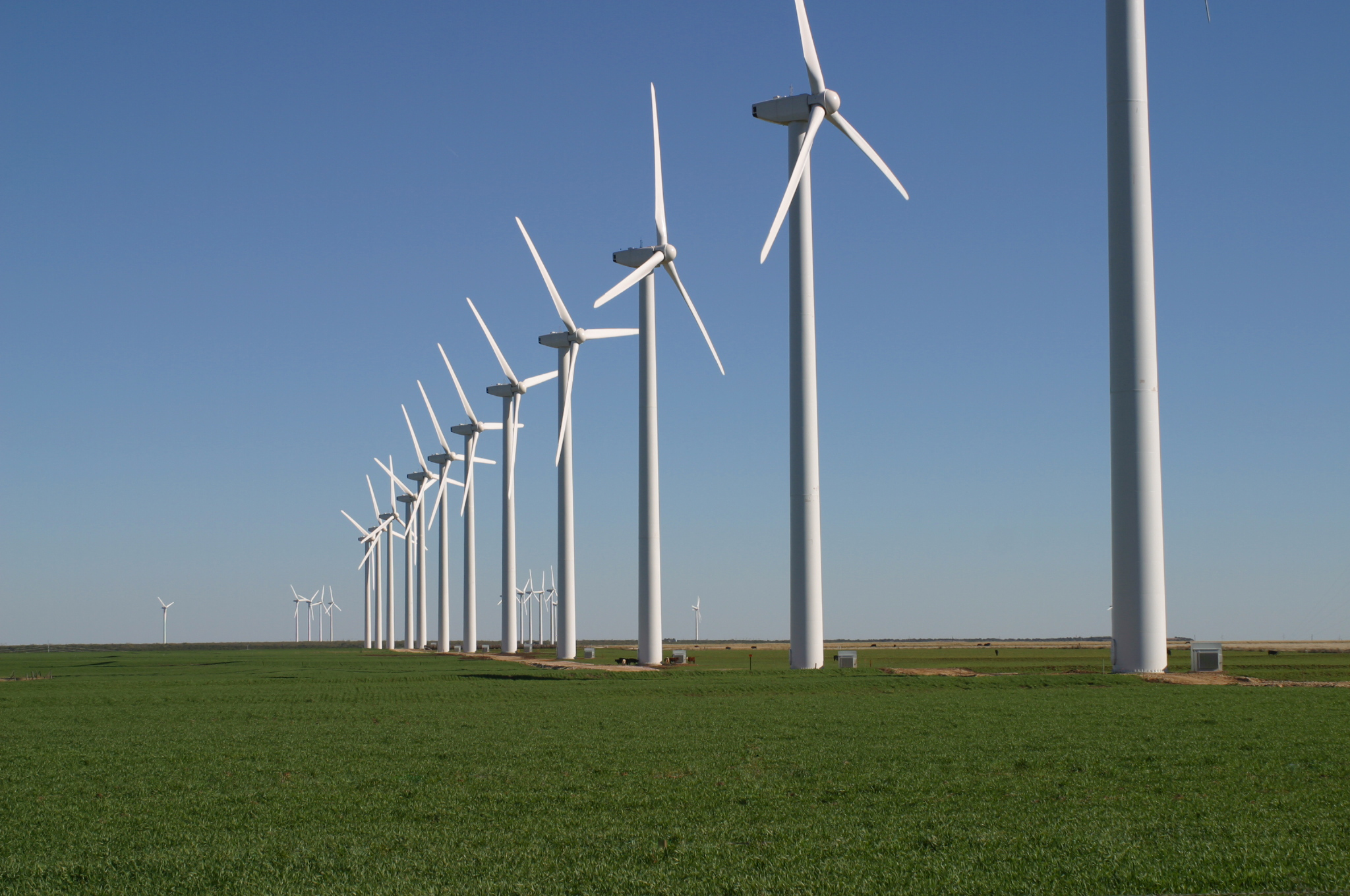
Ветряное ранчо Бразоса

Ветроэнергетика в Техасе состоит из более чем 40 ветряных электростанций, общая установленная мощность которых по состоянию на 2020 год превышает 30 ГВт. Если бы Техас был отдельной страной, он занимал бы по этому показателю пятое место в мире после Китая, США, Германии и Индии. Техас лидирует среди штатов США по производству энергии ветряными электростанциями. Согласно ERCOT, на ветроэнергетику приходилось не менее 15,7 % электроэнергии, произведенной в Техасе в течение 2017 года.
Ресурс ветра во многих частях Техаса очень велик. Фермеры сдают свои земли в аренду строителям ветроэлектростанций, создавая новый поток доходов. Ветроэнергетика создала более 24 000 рабочих мест для местных общин и государства. Техас считается лидером по коммерциализации возобновляемых источников энергии в США. Ветровой бум в Техасе был вызван расширением Стандарта возобновляемых источников энергии, созданием конкурентных зон возобновляемых источников энергии, ускоренным строительством линий электропередач и необходимым нормотворчеством Комиссии по коммунальным услугам.
Ветряная электростанция Роско (781 МВт), расположенная недалеко от одноимённого города, является крупнейшей ветряной электростанцией штата. Другие крупные ветряные станции в Техасе включают: Horse Hollow Wind Energy Center, Sherbino Wind Farm, Capricorn Ridge Wind Farm, Sweetwater Wind Farm, Buffalo Gap Wind Farm, King Mountain Wind Farm, Desert Sky Wind Farm, Wildorado Wind Ranch, and the Brazos Wind Farm.

## Солнечная энергетика Техаса

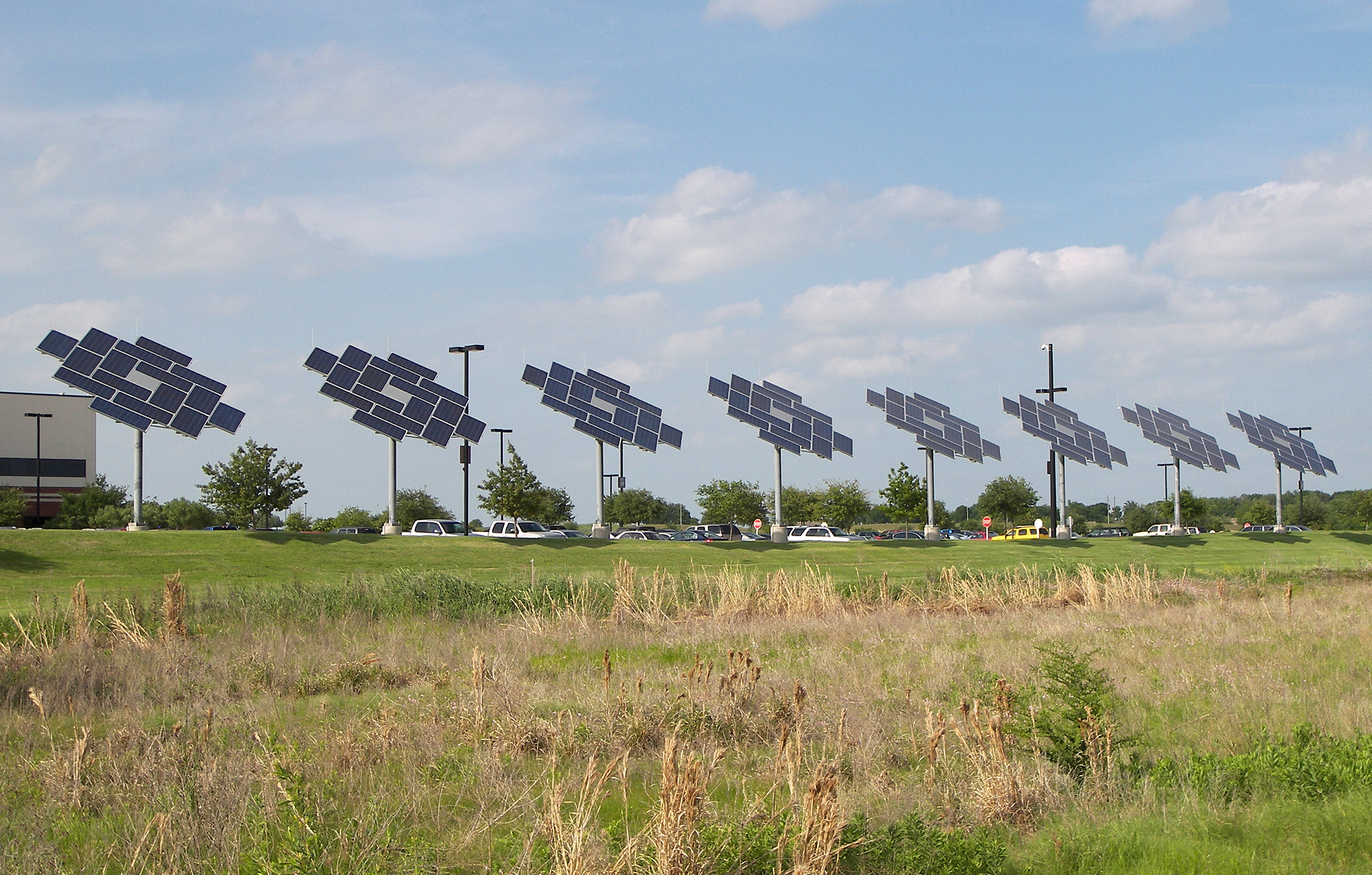
Солнечная батарея в Остине

Солнечная энергия в Техасе, наряду с ветровой, позволяет Техасу в долгосрочной перспективе оставаться штатом-экспортером энергии. В западной части штата особенно много открытых территорий с высоким потенциалом солнечной и ветровой энергии. Деятельность по развитию возобновляемой энергетики поощряется относительно простыми разрешениями и значительной доступной пропускной способностью линий электропередач.

## Связи
Синхронные сети могут быть связаны друг с другом через высоковольтные линии электропередачи постоянного тока (вставки постоянного тока) или с помощью трансформаторов переменной частоты (ТПЧ), которые позволяют контролировать поток энергии, а также функционально изолировать независимые частоты переменного тока каждой стороны. Синхронная сеть Техаса связана с Восточной синхронной сетью двумя вставками постоянного тока и имеет соединения по постоянному току и ТПЧ с системами, не входящими в NERC (North American Electric Reliability Corporation) в Мексике. В Дейтоне установлен один выключатель переменного тока, который использовался только один раз в своей истории (после урагана Айк).
13 октября 2009 года было объявлено, что Tres Amigas SuperStation соединит Восточную, Западную и Техасскую синхронные сети тремя сверхпроводящими каналами мощностью 5 ГВт. К 2017 году объём проекта был сокращен, построена только инфраструктура для близлежащих ветроэнергетических объектов, подключенных к Западной сети.

## Отключения
- В феврале 2011 г. из-за нехватки газа и низких температур 30 ГВт мощности были недоступны, что привело к отключению потребителей. Ранее из-за сильных холодов отключения происходили в 1983, 1989, 2003, 2006, 2008 и 2010 годах[27].
- В феврале 2021 года, рекордно низкие температуры во время зимнего шторма 13-17 февраля 2021 года вызвали большие потери в выработке угольных, газовых, ветряных и атомных электростанций и дефицит мощности более 10 ГВт, что привело к постоянным отключениям электроэнергии по всему штату, затронувшим более 4 млн человек. Хотя некоторые ветряные турбины замерзли, энергия ветра произвела больше энергии, чем ожидалось в это время года[28][29][30].